# Mielno (powiat bytowski)
Mielno (kaszub. Mielno; niem. Mellno) – wieś kaszubska w Polsce, położona w województwie pomorskim, w powiecie bytowskim, w gminie Lipnica, na Równinie Charzykowskiej, w rejonie Kaszub zwanym Gochami. Siedziba sołectwa Mielno w którego skład wchodzą również Budy, Karpno, Klaklewo, Mielonek, Modziel i Mogiel.
| SIMC    | Nazwa    | Rodzaj    |
| ------- | -------- | --------- |
| 0747147 | Mielonek | część wsi |

W latach 1975–1998 wieś należała administracyjnie do województwa słupskiego.